# After the Afterparty
«After the Afterparty» es una canción interpretada por la cantante y compositora británica Charli XCX. Cuenta con las vocales del estadounidense Lil Yachty, que ayudó a componerla junto a la intérprete, Mikkel Storleer Eriksen, Tor Erik Hermansen, Sophie, Fred Gibson, Eyelar Mirzazadeh y Rachel Keen, y fue producida por Gibson, Sophie y A. G. Cook, y también por Eriksen y Hermansen bajo el seudónimo de Stargate.

## Posicionamiento en listas

### Semanales
| País (Lista 2016)           | Mejor posición |
| --------------------------- | -------------- |
| Australia                   | 87             |
| Escocia                     | 34             |
| Nueva Zelanda (Heatseekers) | 7              |
| Reino Unido                 | 29             |